# Cá trích sơ
Cá trích sơ, tên khoa học Amblygaster sirm, là một loài cá trong họ Clupeidae.